# Chelsea Clinton
Chelsea Victoria Clinton (Little Rock, Arkansas, 27 de fevereiro de 1980) é a única filha do ex-presidente Bill Clinton e da ex-secretária de estado Hillary Clinton.
Clinton nasceu em Little Rock, Arkansas, durante o primeiro mandato de seu pai como governador de Arkansas. Ela frequentou escolas públicas no Arkansas até a eleição de seu pai à Presidência dos Estados Unidos no mesmo ano em que ela participou e se formou na escola particular Sidwell Friends School, em Washington, D.C. Ela continuou sua graduação na Universidade de Stanford e ganhou mestrado da University of Oxford e Universidade de Columbia. Atualmente, ela está fazendo doutorado na Universidade de Nova Iorque.
Entre dezembro de 2007 e o final das primárias democratas de 2008, ela fez campanha extensivamente em todo o país, aparecendo principalmente em campus universitários, a favor de sua mãe, na mal sucedida indicação presidencial democrata e apresentou sua mãe em agosto de 2008 na Convenção Nacional Democrata.
Em 31 de julho de 2010, Clinton se casou com o banqueiro de investimentos Marc Mezvinsky em Rhinebeck, Nova Iorque.

## Primeiros anos
Chelsea Victoria Clinton nasceu três semanas antes do que estava previsto, nascendo em 27 de fevereiro de 1980, em Little Rock, no Arkansas filha de Bill Clinton e Hillary Rodham Clinton. Hillary descreveu o nascimento de sua filha como "o evento mais milagrosa e inspiradora na minha vida" ("the most miraculous and awe-inspiring event in my life"). Chelsea era o primeiro filho do casal e único filho, e o primeiro neto de ambos os conjuntos de avós. Com dois anos de idade, Chelsea fez campanha junto com seus pais na eleição para governador do Arkansas em 1982, quando seu pai venceu a eleição.
Hillary disse que ao ouvir a canção "Manhã Chelsea" na versão de Joni Mitchell, Bill comentou: "Se algum dia tiver uma filha, seu nome vai ser Chelsea".
Chelsea estudou na Forest Park Elementary School, Booker Arts and Science Magnet Elementary School durante o ensino fundamental, sendo que todas as escolas em que Chelsea estudou são públicas de Little Rock. Ela pulou o terceiro grau do ensino médio.

## Anos na Casa Branca

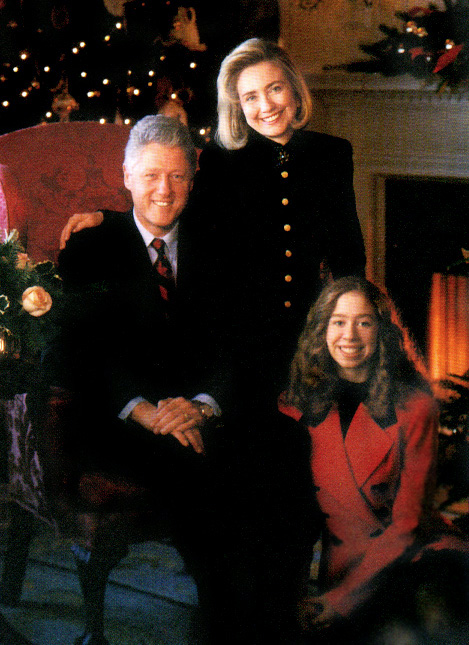
Foto da família Clinton.

Aos doze anos Chelsea recebeu o cognome de Energia, quando ela se mudou para a Casa Branca com seus pais em 20 de janeiro de 1993, o dia da posse de seu pai. Os Clinton queriam que sua filha crescesse o mais normalmente possível dadas as circunstâncias, e, para esse fim, protegê-la dos holofotes da mídia. Hillary seguiu os conselhos de Jacqueline Kennedy Onassis sobre como cuidar filhos na Casa Branca, e pediu à imprensa para limitar notícias, foto, vídeos e etc relacionados a Chelsea, em suas participações em eventos públicos, tais como visitas de Estado. Os Clintons foram apoiados por Margaret Truman, que escreveu uma carta ao editor da The New York Times em março 1993 sobre os danos que poderia ser feito se a imprensa fizesse do Chelsea um assunto de cobertura intensa. A imprensa cumpriu, mas, em 1997, especulações da imprensa sobre a escolha de Chelsea, da faculdade seguiu sua formatura do ensino médio, ficando como um dos assuntos mais falados na imprensa naquele outono, quando ela entrou para a Stanford University. Chelsea tem 32 histórias no The New York Times e 87 notícias da rede durante os dois mandatos de seu pai (1993-2001). De todas as crianças da Casa Branca, Chelsea recebeu maior cobertura da televisão.
A decisão do Clintons em colocar Chelsea na Sidwell Friends, uma escola privada em Washington, D.C., provocou perguntas, mas seu pai disse à Associated Press em maio 1993 que a decisão tinha sido feita porque Chelsea não gostava de "fazer um monte de publicidade "e teria" mais controle sobre seu destino". Sua mãe argumentou que "se [Chelsea] eram para ir para uma escola pública, a imprensa nunca iria deixá-la sozinha." O critério que afetam a sua decisão foi a privacidade, não a qualidade da educação. A escola e seus alunos permaneceram em silêncio sobre Chelsea, se recusando a dar entrevistas, assim, dando-lhe a privacidade da família. Chelsea formou-se em 1997, seu pai falou na cerimônia de formatura.
A questão da privacidade de Chelsea, foi debatido na imprensa, e a maioria dos meios de comunicação concluiu que ela deveria estar fora dos limites devido à sua idade. Mas quando Clinton tinha 13 anos sua aparência se tornou uma questão de ridículo para alguns satíricos e comentadores, incluindo comentários de Rush Limbaugh e os escritores de comédia de Saturday Night Live. Em 1995, o escritor Tom Gogola divulgou uma fita de músicas supostamente gravado por Clinton, que comentou sobre as pessoas notáveis e letras incluídas como "vamos inalar", o fita provou ser uma farsa. Gogola defendeu a autendicidade da fita, dizendo: "Nada disso tinha a ver com ser mau para Chelsea. Sátira é sátira". Durante esta fase da vida de Chelsea, seu pai disse: "Nós realmente trabalhamos duro para que outras pessoas definem seu senso de seu valor próprio ... É difícil quando você é um adolescente ...  Eu acho que ela vai estar OK".

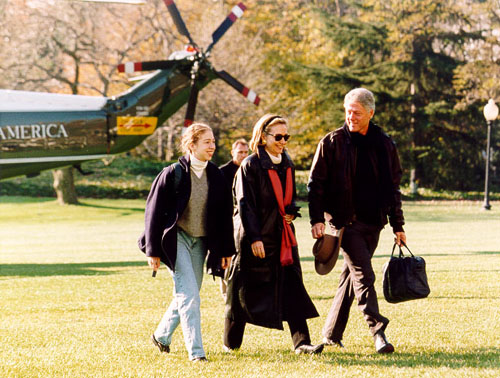
Assim, a família Clinton chega a Casa Branca em 1993.

Embora seu pai é um Batista do Sul, Chelsea segue a religião de sua mãe: a metodista. Ela participou da Metodista Unida, em Washington e se reuniu com outros adolescentes nas manhãs de domingo para analisar as questões de fé e filosofia, e as preocupações adolescentes como namoro, pais, e amizade. Um líder do grupo adulto da igreja chamou Chelsea de "um garoto fantástico" e observou que ela foi tratada como um igual no grupo. Fora da igreja, atividades sociais de Chelsea incluíram visitas ao Planet Hollywood restaurante com amigos, dentro e fora da Casa Branca. O presidente Clinton, por sua vez, se juntava a Chelsea quando ela trazia amigos para a Casa Branca.
Clinton começou a ir a aulas de dança aos quatro anos de idade, em Arkansas, e estudou Ballet em Washington por vários anos.  Ela foi escalada para o papel da tia favorita (1993) e o  Sugar Plum Fada (1996) nas produções do Ballet Washington de Tchaikovsky's O Quebra-Nozes.
Chelsea foi semifinalista na National Merit Scholar em 1997, e é uma veterana modelo das Nações Unidas.
No início de 1999, os Clintons viveram os escândalos e pedido de impeachment do presidente Clinton. Notificado sobre os escândalos da primeira-dama, o Serviço Secreto mostra suas preocupações de que o escândalo poderia complicar a segurança do Chelsea. A decisão foi tomada por Bill e Hillary, que divulgaram um comunicado expressando seu pesar e tristeza. Carol Wallace, editora-chefe, afirmou às preocupações dos Clintons sobre sua filha, mas editou que aos 19 anos de idade Chelsea foi "testemunha ocular de drama familiar e, portanto, um assunto válido. O artigo, intitulado "Grace Under Fire", foi publicado em 5 de fevereiro de 1999 com uma foto da capa retratando Chelsea e Hillary.
Em 2000, último ano da presidência de seu pai, Chelsea assumiu algumas responsabilidades na Casa Branca, quando sua mãe estava em campanha para o Senado dos Estados Unidos, viajando com seu pai em várias viagens ao exterior e participando de jantares de Estado com Bill.

## Educação e carreira

### Universidade de Stanford
Clinton entrou em Stanford no outono de 1997 com interesse em estudar medicina,  mas eventualmente ela mudou para a história.
A semana antes de ela chegar no campus, sua mãe escreveu uma carta em sua coluna aos jornalistas pedindo para deixar sua filha em paz. Chelsea chegou a Stanford em uma carreata com os pais, homens do Serviço Secreto e quase 250 jornalistas. Para sua segurança, vidros à prova de balas foram instalados nas janelas de seu dormitório e câmeras colocadas nos corredores. Além disso, alunos, professores e outros foram obrigados a usar passes de identificação e homens do Serviço Secreto se vestiram como estudantes e viviam em seu dormitório. Além de uma história de tabloide ocasionais escrito sobre ela, os quatro anos em que Chelsea esteve em Stanford permaneceu fora das vistas do público.
Clinton se formou em 2001 com a mais alta honra e um BA em história. O tema de sua tese de 150 páginas de graduação foi o Acordo de Belfast na Irlanda do Norte, para a qual ela entrevistou o pai dela. No momento da formatura do Chelsea, o presidente Clinton emitiu uma declaração dizendo: "Hillary e eu somos gratos pela amizade e grande experiências de aprendizagem que Chelsea teve em Stanford, e estamos muito orgulhosos dela neste dia especial."

### University of Oxford

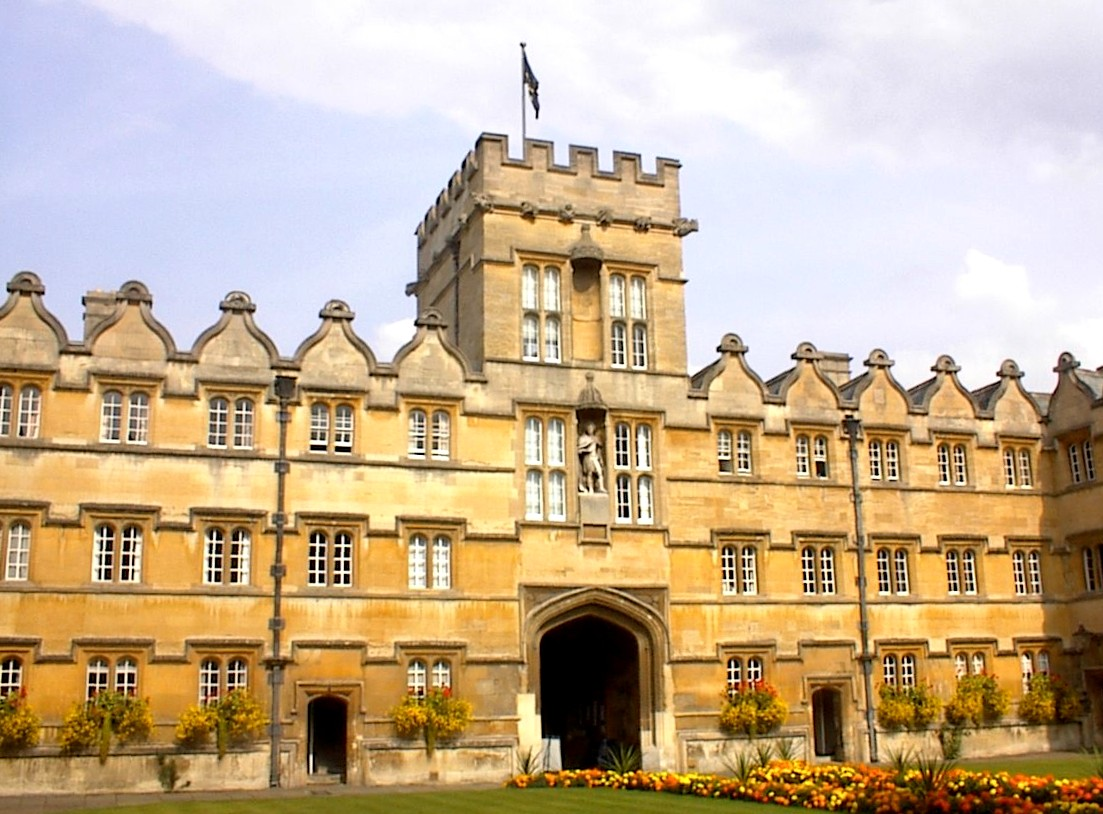
University College, Oxford

Em julho de 2001, o presidente Clinton revelou em Wimbledon que Chelsea iria para a University College, Oxford , no outono - o mesmo colégio onde estudou ciências política entre 1968 e 1970 em um Rhodes Scholarship. O Master of University College, Lord Butler de Brockwell, disse que estava encantado, com que estava assistindo: "Seu recorde em Stanford mostra que ela é uma aluna muito bem qualificada e capaz. O colégio é também o prazer de estender a sua ligação com a família Clinton.". A universidade implementou medidas de segurança por recomendação de assessores britânicos e americanos, alunos e colegas foram convidados para não dar entrevistas a imprensa.

Logo após o 11 de Setembro nos Estados Unidos, Chelsea disse que estava emocionada, pós o efeito do trauma. Ela disse para uma revista:
| “ | Todos os dias me deparo com algum tipo de anti-americanismo. Durante o verão, eu pensei que eu iria procurar não-americanos como amigos, apenas por causa da diversidade. Agora eu acho que eu quero estar mais perto de americanos . Pessoas que eu sei que estão pensando sobre o nosso país tanto quanto eu sou | ” |

Ela foi criticada pela imprensa de Londres e pelo jornal Oxford Student, o que irritou a universidade por atacar diretamente a em um editorial.
Mas ela foi descrita como encantadora, pronta e não afetada pelas pessoas que conheceu. Durante seu tempo em Oxford, Chelsea adotou um visual mais sofisticado, ela teria assistido aulas de Donatella Versace em 2002. Geordie Greig, editor da Tatler, classificou Chelsea no 5 lugar da edição "Top 10 Girls" da revista em 2002, atrás de Jessica de Rothschild e Sophie Dahl.
Chelsea foi premiado com um M. Phil. nas relações internacionais em 2003. Após a formatura, ela voltou para os Estados Unidos, voltando a residir em Nova Iorque.

### Columbia UniversityeNew York University
Na primavera de 2010, Clinton completou um Mestrado em Saúde Pública na Columbia Mailman School of Public Health. Ela está atualmente a realizar estudos de doutorado na  Robert F. Wagner Graduate School of Public Service, na New York University.

### Vida profissional
Em 2003, Clinton entrou para a empresa de consultoria McKinsey & Company em Nova Iorque, e foi trabalhar para a Avenue Capital Group no outono de 2006. Ela serviu como co-presidente por uma semana de arrecadação de fundos para a Fundação Clinton, e faz parte do conselho da School of American Ballet.

## Campanha presidencial de Hillary Rodham Clinton
Em dezembro de 2007, Chelsea começou a fazer campanha em Iowa, em apoio à candidatura de sua mãe para a nomeação presidencial democrata. Ela apareceu em todo o país, principalmente em campus universitários. No início de abril de 2008, ela tinha falado em 100 colégios em nome da candidatura de sua mãe.
Durante a campanha, Chelsea respondeu a perguntas da platéia, mas não deu entrevistas ou respondeu a perguntas da imprensa, incluindo uma que perguntava se seu pai era o "primeiro homem" bom". Ela respondeu:" Me desculpe, eu não vou falar com a imprensa e que se aplica a você, infelizmente. Mesmo que eu acho que você é bonito". Philippe Reines, secretário de imprensa de mãe, interveio quando a imprensa tentou abordar Chelsea diretamente.
Quando o repórter David Shuster da MSNBC caracterizou a participação do Chelsea na campanha de sua mãe como "tipo de ser pimped out", a campanha de Hillary protestou.  Shuster posteriormente pediu desculpas no ar e foi suspenso por duas semanas.
A primeira vez que um estudante universitário perguntou sobre a manipulação da mãe do escândalo Lewinsky, ela respondeu: "Eu não acho que é da sua conta". Mas, como ela se tornou um militante com mais experiência, ela refinou sua resposta e esquivou perguntas sobre o assunto com comentários do tipo "Se é isso que você quer votar, que é o que você deve votar. Mas eu acho que existem outras pessoas que [que são] vai votar em coisas como saúde e economia".
Em 26 de agosto na Convenção Nacional Democrata de 2008, Chelsea chamou Hillary de "meu herói e minha mãe" e introduziu-a com um tributo de vídeo longos. Após esta aparição, ela retornou a Nova Iorque.

## Noivado e casamento

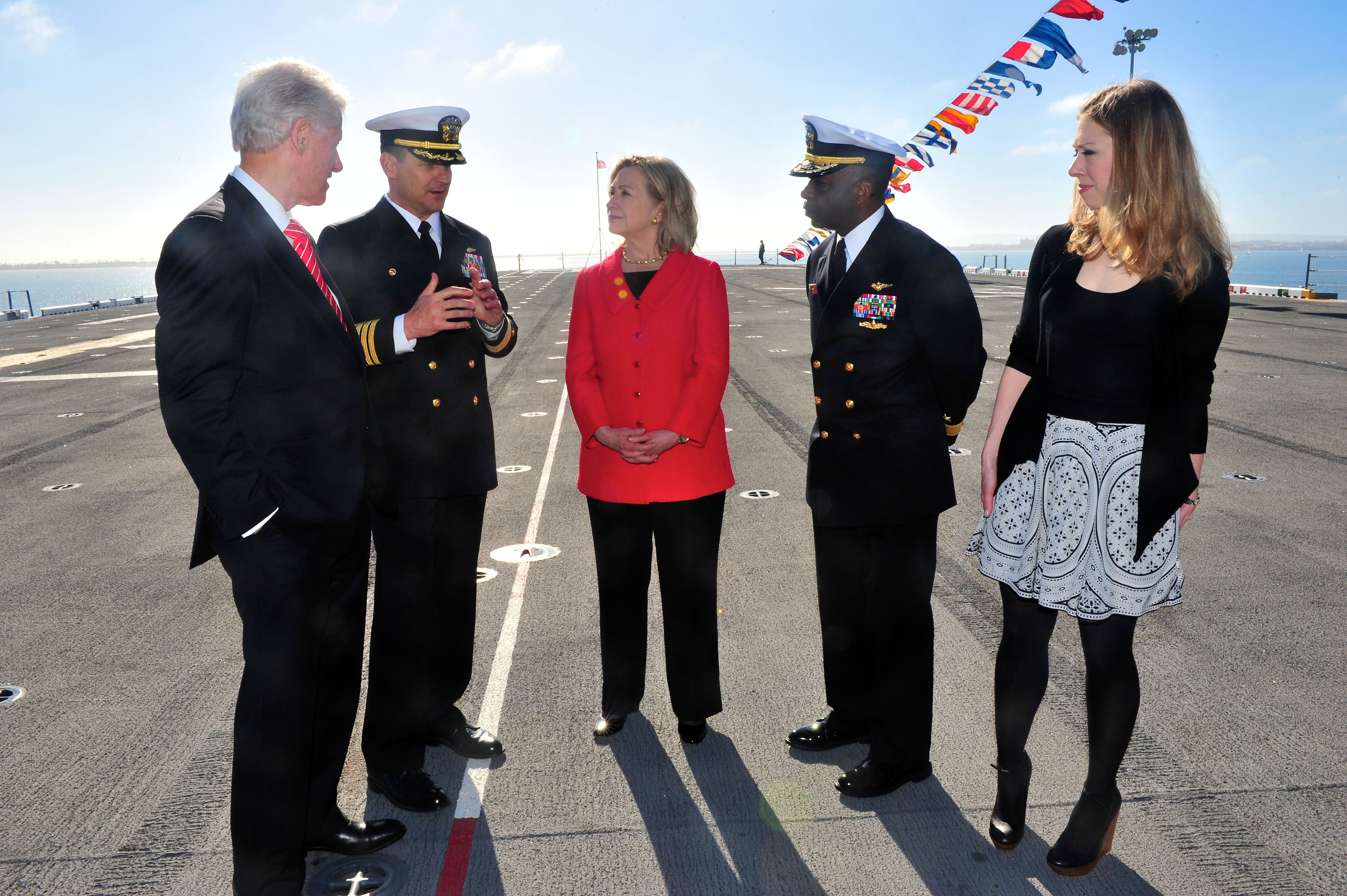
Chelsea, Bill e Hillary em 1 de abril de 2011.

Em 31 de julho de 2010, Clinton e Marc Mezvinsky se casaram em uma cerimônia inter-religiosa em Rhinebeck, Nova Iorque. O local escolhido para as núpcias foi Astor Courts, que está localizado em uma ribanceira com vista para o Rio Hudson. A propriedade na época era a casa de Kathleen Hammer apoiador de Hillary Clinton, uma vez que pertenceu a Arthur Seelbinder, que é empresário.
Mezvinsky nasceu 15 de dezembro de 1977, filho do congressista democrata Edward Mezvinsky de Iowa da congressista democrata Marjorie Margolies-Mezvinsky da Pensilvânia. Ele foi criado na conservadora tradição judaica.
Os Clintons e os Mezvinskys foram amigos na década de 1990 e seus filhos se reuniram mo retiro Renaissance Weekend em Hilton Head, SC. Eles foram relatados pela mídia como um casal em 2005 e ficaram noivos no fim de semana da Ação de Graças em 2009.
Marc era um banqueiro de investimento, quando casou, era um banqueiro de investimentos na Capital Management 3G. O casal reside em Nova Iorque no bairro Gramercy Park.

## Reconhecimento
É uma das 100 Mulheres da lista da BBC de 2018.

## Árvore genealógica
Árvore genealógica baseada no texto e nos artigos dos personagens citados:
| William Jefferson Blythe Jr. | William Jefferson Blythe Jr. | William Jefferson Blythe Jr. | William Jefferson Blythe Jr. | William Jefferson Blythe Jr. | William Jefferson Blythe Jr. |              |              | Virginia Dell Cassidy | Virginia Dell Cassidy | Virginia Dell Cassidy | Virginia Dell Cassidy | Virginia Dell Cassidy | Virginia Dell Cassidy |                 |                 |  |  |  |  | Hugh Ellsworth Rodham | Hugh Ellsworth Rodham | Hugh Ellsworth Rodham | Hugh Ellsworth Rodham | Hugh Ellsworth Rodham | Hugh Ellsworth Rodham |                 |                 | Dorothy Emma Howell Rodham | Dorothy Emma Howell Rodham | Dorothy Emma Howell Rodham | Dorothy Emma Howell Rodham | Dorothy Emma Howell Rodham | Dorothy Emma Howell Rodham |                  |                  |                  |                  |                |                |                              |                              |                              |                              |                              |                              |  |  |  |  |  |  |  |  |  |  |  |  |  |  |  |  |  |  |  |  |  |  |  |  |
| William Jefferson Blythe Jr. | William Jefferson Blythe Jr. | William Jefferson Blythe Jr. | William Jefferson Blythe Jr. | William Jefferson Blythe Jr. | William Jefferson Blythe Jr. |              |              | Virginia Dell Cassidy | Virginia Dell Cassidy | Virginia Dell Cassidy | Virginia Dell Cassidy | Virginia Dell Cassidy | Virginia Dell Cassidy |                 |                 |  |  |  |  | Hugh Ellsworth Rodham | Hugh Ellsworth Rodham | Hugh Ellsworth Rodham | Hugh Ellsworth Rodham | Hugh Ellsworth Rodham | Hugh Ellsworth Rodham |                 |                 | Dorothy Emma Howell Rodham | Dorothy Emma Howell Rodham | Dorothy Emma Howell Rodham | Dorothy Emma Howell Rodham | Dorothy Emma Howell Rodham | Dorothy Emma Howell Rodham |                  |                  |                  |                  |                |                |                              |                              |                              |                              |                              |                              |  |  |  |  |  |  |  |  |  |  |  |  |  |  |  |  |  |  |  |  |  |  |  |  |
|                              |                              |                              |                              |                              |                              |              |              |                       |                       |                       |                       |                       |                       |                 |                 |  |  |  |  |                       |                       |                       |                       |                       |                       |                 |                 |                            |                            |                            |                            |                            |                            |                  |                  |                  |                  |                |                |                              |                              |                              |                              |                              |                              |  |  |  |  |  |  |  |  |  |  |  |  |  |  |  |  |  |  |  |  |  |  |  |  |
|                              |                              |                              |                              | Bill Clinton                 | Bill Clinton                 | Bill Clinton | Bill Clinton | Bill Clinton          | Bill Clinton          |                       |                       |                       |                       |                 |                 |  |  |  |  |                       |                       |                       |                       | Hillary Clinton       | Hillary Clinton       | Hillary Clinton | Hillary Clinton | Hillary Clinton            | Hillary Clinton            |                            |                            | Edward Mezvinsky           | Edward Mezvinsky           | Edward Mezvinsky | Edward Mezvinsky | Edward Mezvinsky | Edward Mezvinsky |                |                | Marjorie Margolies-Mezvinsky | Marjorie Margolies-Mezvinsky | Marjorie Margolies-Mezvinsky | Marjorie Margolies-Mezvinsky | Marjorie Margolies-Mezvinsky | Marjorie Margolies-Mezvinsky |  |  |  |  |  |  |  |  |  |  |  |  |  |  |  |  |  |  |  |  |  |  |  |  |
|                              |                              |                              |                              | Bill Clinton                 | Bill Clinton                 | Bill Clinton | Bill Clinton | Bill Clinton          | Bill Clinton          |                       |                       |                       |                       |                 |                 |  |  |  |  |                       |                       |                       |                       | Hillary Clinton       | Hillary Clinton       | Hillary Clinton | Hillary Clinton | Hillary Clinton            | Hillary Clinton            |                            |                            | Edward Mezvinsky           | Edward Mezvinsky           | Edward Mezvinsky | Edward Mezvinsky | Edward Mezvinsky | Edward Mezvinsky |                |                | Marjorie Margolies-Mezvinsky | Marjorie Margolies-Mezvinsky | Marjorie Margolies-Mezvinsky | Marjorie Margolies-Mezvinsky | Marjorie Margolies-Mezvinsky | Marjorie Margolies-Mezvinsky |  |  |  |  |  |  |  |  |  |  |  |  |  |  |  |  |  |  |  |  |  |  |  |  |
|                              |                              |                              |                              |                              |                              |              |              |                       |                       |                       |                       |                       |                       |                 |                 |  |  |  |  |                       |                       |                       |                       |                       |                       |                 |                 |                            |                            |                            |                            |                            |                            |                  |                  |                  |                  |                |                |                              |                              |                              |                              |                              |                              |  |  |  |  |  |  |  |  |  |  |  |  |  |  |  |  |  |  |  |  |  |  |  |  |
|                              |                              |                              |                              |                              |                              |              |              |                       |                       | Chelsea Clinton       | Chelsea Clinton       | Chelsea Clinton       | Chelsea Clinton       | Chelsea Clinton | Chelsea Clinton |  |  |  |  |                       |                       |                       |                       |                       |                       |                 |                 |                            |                            |                            |                            |                            |                            |                  |                  | Marc Mezvinsky   | Marc Mezvinsky   | Marc Mezvinsky | Marc Mezvinsky | Marc Mezvinsky               | Marc Mezvinsky               |                              |                              |                              |                              |  |  |  |  |  |  |  |  |  |  |  |  |  |  |  |  |  |  |  |  |  |  |  |  |
|                              |                              |                              |                              |                              |                              |              |              |                       |                       | Chelsea Clinton       | Chelsea Clinton       | Chelsea Clinton       | Chelsea Clinton       | Chelsea Clinton | Chelsea Clinton |  |  |  |  |                       |                       |                       |                       |                       |                       |                 |                 |                            |                            |                            |                            |                            |                            |                  |                  | Marc Mezvinsky   | Marc Mezvinsky   | Marc Mezvinsky | Marc Mezvinsky | Marc Mezvinsky               | Marc Mezvinsky               |                              |                              |                              |                              |  |  |  |  |  |  |  |  |  |  |  |  |  |  |  |  |  |  |  |  |  |  |  |  |
|                              |                              |                              |                              |                              |                              |              |              |                       |                       |                       |                       |                       |                       |                 |                 |  |  |  |  |                       |                       |                       |                       |                       |                       |                 |                 |                            |                            |                            |                            |                            |                            |                  |                  |                  |                  |                |                |                              |                              |                              |                              |                              |                              |  |  |  |  |  |  |  |  |  |  |  |  |  |  |  |  |  |  |  |  |  |  |  |  |